# Patrick Williams (basket-ball)
Patrick Williams, né le 26 août 2001 à Charlotte en Caroline du Nord, est un joueur américain de basket-ball évoluant aux postes d'ailier et ailier fort. Il mesure 2,01 m.

## Biographie

### Carrière universitaire
Entre 2019 et 2020, il joue pour les Seminoles de Florida State à l'université d'État de Floride.
Après une saison universitaire, il  se présente pour la draft 2020.

### Carrière professionnelle

#### Bulls de Chicago (depuis 2020)
Le 18 novembre 2020, il est drafté par les Bulls de Chicago à la quatrième position.

## Palmarès

### Universitaire
- ACC Sixième homme de l'année en 2020.
- ACC All-Freshman Team en 2020.
- Jordan Brand Classic en 2019.

### NBA
- NBA All-Rookie Second Team en 2021.

## Statistiques

### Universitaires
Les statistiques de Patrick Williams en matchs universitaires sont les suivantes :
| Saison    | Équipe        | Matchs | Titul. | Min./m | % Tir | % 3pts | % LF | Rbds/m. | Pass/m. | Int/m. | Ctr/m. | Pts/m. |
| --------- | ------------- | ------ | ------ | ------ | ----- | ------ | ---- | ------- | ------- | ------ | ------ | ------ |
| 2019-2020 | Florida State | 29     | 0      | 22,5   | 45,9  | 32,0   | 83,8 | 4,00    | 1,00    | 1,00   | 1,03   | 9,24   |
| Total     | Total         | 29     | 0      | 22,5   | 45,9  | 32,0   | 83,8 | 4,00    | 1,00    | 1,00   | 1,03   | 9,24   |

### Professionnelles

#### Saison régulière
| Saison    | Équipe  | Matchs | Titul. | Min./m | % Tir | % 3pts | % LF | Rbds/m. | Pass/m. | Int/m. | Ctr/m. | Pts/m. |
| --------- | ------- | ------ | ------ | ------ | ----- | ------ | ---- | ------- | ------- | ------ | ------ | ------ |
| 2020-2021 | Chicago | 71     | 71     | 27,9   | 48,3  | 39,1   | 72,8 | 4,61    | 1,39    | 0,90   | 0,65   | 9,23   |
| 2021-2022 | Chicago | 17     | 9      | 24,8   | 52,9  | 51,7   | 73,2 | 4,06    | 0,88    | 0,53   | 0,53   | 9,00   |
| 2022-2023 | Chicago | 82     | 65     | 28,3   | 46,4  | 41,5   | 85,7 | 3,99    | 1,22    | 0,88   | 0,85   | 10,16  |
| 2023-2024 | Chicago | 43     | 30     | 27,3   | 44,3  | 39,9   | 78,8 | 3,86    | 1,53    | 0,93   | 0,77   | 9,98   |
| 2024-2025 | Chicago | 63     | 36     | 25,0   | 39,7  | 35,3   | 72,3 | 3,76    | 1,97    | 0,76   | 0,51   | 8,98   |
| Total     | Total   | 276    | 211    | 27,1   | 45,2  | 39,2   | 76,9 | 4,08    | 1,46    | 0,84   | 0,69   | 9,55   |

#### Playoffs
| Saison | Équipe  | Matchs | Titul. | Min./m | % Tir | % 3pts | % LF | Rbds/m. | Pass/m. | Int/m. | Ctr/m. | Pts/m. |
| ------ | ------- | ------ | ------ | ------ | ----- | ------ | ---- | ------- | ------- | ------ | ------ | ------ |
| 2022   | Chicago | 5      | 5      | 30,6   | 46,8  | 33,3   | 72,7 | 5,40    | 0,80    | 1,00   | 0,60   | 11,80  |
| Total  | Total   | 5      | 5      | 30,6   | 46,8  | 33,3   | 72,7 | 5,40    | 0,80    | 1,00   | 0,60   | 11,80  |

## Records sur une rencontre en NBA
Les records personnels de Patrick Williams en NBA sont les suivants, :
| Type de statistique        | Saison régulière | Saison régulière                | Saison régulière | Playoffs | Playoffs             | Playoffs      |
| Type de statistique        | Record           | Adversaire                      | Date             | Record   | Adversaire           | Date          |
| -------------------------- | ---------------- | ------------------------------- | ---------------- | -------- | -------------------- | ------------- |
| Points                     | 35               | @ Timberwolves du Minnesota     | 10 avril 2022    | 23       | @ Bucks de Milwaukee | 27 avril 2022 |
| Paniers marqués            | 10               | @ Timberwolves du Minnesota     | 10 avril 2022    | 9        | @ Bucks de Milwaukee | 27 avril 2022 |
| Paniers tentés             | 21               | @ Timberwolves du Minnesota     | 10 avril 2022    | 13       | 2 fois               | 2 fois        |
| Paniers à 3 points réussis | 4                | 3 fois                          | 3 fois           | 4        | @ Bucks de Milwaukee | 27 avril 2022 |
| Paniers à 3 points tentés  | 8                | @ Suns de Phoenix               | 22 janvier 2024  | 7        | @ Bucks de Milwaukee | 27 avril 2022 |
| Lancers francs réussis     | 12               | @ Timberwolves du Minnesota     | 10 avril 2022    | 3        | 2 fois               | 2 fois        |
| Lancers francs tentés      | 14               | @ Timberwolves du Minnesota     | 10 avril 2022    | 4        | @ Bucks de Milwaukee | 17 avril 2022 |
| Rebonds offensifs          | 5                | @ Raptors de Toronto            | 6 novembre 2022  | 3        | Bucks de Milwaukee   | 24 avril 2022 |
| Rebonds défensifs          | 10               | 2 fois                          | 2 fois           | 8        | @ Bucks de Milwaukee | 20 avril 2022 |
| Rebonds totaux             | 14               | Spurs de San Antonio            | 17 mars 2021     | 10       | Bucks de Milwaukee   | 24 avril 2022 |
| Passes décisives           | 7                | Warriors de Golden State        | 12 janvier 2024  | 9        | Heat de Miami        | 2 mai 2023    |
| Interceptions              | 4                | 4 fois                          | 4 fois           | 3        | @ Bucks de Milwaukee | 20 avril 2022 |
| Contres                    | 4                | Pelicans de La Nouvelle-Orléans | 9 novembre 2022  | 1        | 3 fois               | 3 fois        |
| Balles perdues             | 5                | 2 fois                          | 2 fois           | 4        | @ Bucks de Milwaukee | 27 avril 2022 |
| Minutes jouées             | 41               | 2 fois                          | 2 fois           | 35       | @ Bucks de Milwaukee | 27 avril 2022 |

- Double-double : 10 (dont 1 en playoffs)
- Triple-double : 0

Dernière mise à jour : 11 novembre 2024